# 清爽單花介
清爽單花介（学名：Haplocytheridea agilis）为荊花介科單花介屬下的一个种。